# Susan Cummings (actriță)
Susan Cummings (n. 10 iulie 1930, Bavaria, Republica de la Weimar – d. 3 decembrie 2016, Sun Lakes⁠(d), Maricopa, Arizona, SUA) a fost o actriță germano-americană de film, televiziune și teatru.

## Filmografie
| Film        | Film                                                             | Film                                          | Film                                     |                 |
| An          | Titlu                                                            | Rol                                           | Note                                     |                 |
| ----------- | ---------------------------------------------------------------- | --------------------------------------------- | ---------------------------------------- | --------------- |
| 1946        | Merrily We Sing                                                  | Suzanne                                       | Scurtmetraj                              |                 |
| 1951        | An American in Paris                                             | Patron at Flodair Café                        | Necreditat                               |                 |
| 1954        | Security Risk                                                    | Joan Cochran                                  |                                          |                 |
| 1955        | Headline Hunters                                                 | Elsa - Receptionist                           | Necreditat                               |                 |
| 1956        | Swamp Women                                                      | Marie                                         |                                          |                 |
| 1956        | Secret of Treasure Mountain                                      | Tawana                                        |                                          |                 |
| 1957        | Utah Blaine                                                      | Angie Kinyon                                  |                                          |                 |
| 1957        | Tomahawk Trail                                                   | Ellen Carter                                  |                                          |                 |
| 1958        | Man from God's Country                                           | Mary Jo Ellis                                 |                                          |                 |
| 1959        | Verboten!                                                        | Helga Schiller / Brent                        |                                          |                 |
| 1966        | The Street Is My Beat                                            | Cora                                          |                                          |                 |
| 1974        | A Time For Love                                                  | Woman                                         | (ultimul rol în film)                    |                 |
| 2003        | Images of Indians: How Hollywood Stereotyped the Native American | Ea însăși / Ellen Carter (material de arhivă) | Film documentar TV                       |                 |
| 2019        | The Twilight Zone: A 60th Anniversary Celebration                | Ea însăși / Patty (material de arhivă)        | Film documentar TV                       | (lansat postum) |
| Televiziune |                                                                  |                                               |                                          |                 |
| An          | Titlu                                                            | Rol                                           | Note                                     |                 |
| 1944–45     | At Home                                                          | ca ea însăși                                  | variety show                             |                 |
| 1955–57     | Soldiers of Fortune                                              | Simone LeBeau / Pilar                         | 2 episoade                               |                 |
| 1955–60     | The Millionaire                                                  | Virginia 'Ginny' Hendricks / Claire           | 2 episoade                               |                 |
| 1956        | Science Fiction Theater                                          | Ellen Barton / Peggy Kendler                  | 2 episoade                               |                 |
| 1957        | The Frank Sinatra Show                                           | Miss Douglas                                  | 1 episod                                 |                 |
| 1957–59     | Perry Mason                                                      | Margaret Swaine / Lois Fenton                 | 2 episoade                               |                 |
| 1958–59     | Union Pacific                                                    | Georgia                                       | 33 episoade                              |                 |
| 1958–60     | Bat Masterson                                                    | Rona Glyn / Lili Napoleon / Valorie Mitchell  | 3 episoade                               |                 |
| 1959        | Man with a Camera                                                | Monique Thaxter                               | episod: "The Positive Negative"          |                 |
| 1959        | The Dennis O'Keefe Show                                          | Babette Benoit                                | episod: "The Marriage of Babette Benoit" |                 |
| 1960        | The Untouchables                                                 | Hazel Stanley                                 | episod: "Little Egypt"                   |                 |
| 1960        | Gunsmoke                                                         | Stella Carney                                 | episod: "The Peace Offer"                |                 |
| 1960        | Peter Gunn                                                       | Paula Garrett                                 | episod: "The Long Green Kill"            |                 |
| 1960        | Lock-Up                                                          | Janet Collins Baron                           | episod: "The Frame Up"                   |                 |
| 1961        | Checkmate                                                        | Countess Johanna                              | episod: "A Slight Touch of Venom"        |                 |
| 1961        | Cheyenne                                                         | Helen Ransom                                  | episod: "Winchester Quarantine"          |                 |
| 1961        | Riverboat                                                        | Tekla Kronen                                  | episod: "End of a Dream"                 |                 |
| 1962        | The Twilight Zone                                                | Patty                                         | episod: "To Serve Man"                   |                 |
| 1964        | McHale's Navy                                                    | Renee                                         | episod: "The Big Impersonation"          |                 |